# Wasilij Garbuzow
Wasilij Fiodorowicz Garbuzow (ros. Василий Фёдорович Гарбузов, ur. 20 czerwca?/3 lipca 1911 w Biełgorodzie, zm. 12 listopada 1985) – minister finansów ZSRR (1960–1985), Bohater Pracy Socjalistycznej (1981).

## Życiorys
Po ukończeniu szkoły fabrycznej był uczniem stolarza w zakładzie leśnym w Charkowie, w 1933 ukończył Charkowski Instytut Finansowo-Ekonomiczny, na którym następnie był aspirantem i wykładowcą, później kierownikiem kursu i kierownikiem katedry oraz dziekanem. Od 1938 należał do WKP(b), w 1941 ewakuowany, został inspektorem i zastępcą szefa departamentu Ludowego Komisariatu Finansów Kirgiskiej SRR, w 1943 konsultant sekretariatu Ludowego Komisariatu Finansów ZSRR, później wykładowca Kijowskiego Instytutu Finansowo-Ekonomicznego, kierownik katedry i zastępca dyrektora, a od 1944 dyrektor. W latach 1950–1952 przewodniczący Gospłanu Ukraińskiej SRR, od 1952 zastępca, od 1953 I zastępca, a od maja 1960 do śmierci minister finansów ZSRR. Delegat na XXII, XXIII i XXIV Zjazdy KPZR, na których był wybierany członkiem KC KPZR. Deputowany do Rady Najwyższej ZSRR od 5. do 8. kadencji.
Pochowany na Cmentarzu Nowodziewiczym.

## Odznaczenia
- Medal Sierp i Młot Bohatera Pracy Socjalistycznej (2 lipca 1981)
- Order Lenina (czterokrotnie)
- Order Czerwonego Sztandaru Pracy

I medale.